# Olsynium trinerve
Olsynium trinerve là một loài thực vật có hoa trong họ Diên vĩ. Loài này được (Baker) R.A.Rodr. & Martic. miêu tả khoa học đầu tiên năm 2000 publ. 2001.